# Ayat Al-Qurmezi
Ayat Hassan Mohamed Al-Qurmezi (en árabe: آيات حسن محمد القرمزي‎; Sanad, Baréin, 1 de enero de 1991) es una poetisa y estudiante bareiní, internacionalmente conocida por su papel en la rebelión de 2011 en la Plaza de la Perla y su posterior detención y tortura por las autoridades bareiníes.

## Participación en la rebelión en Baréin (2011)
El miércoles 23 de febrero de 2011, durante los primeros días de protestas en Baréin, Ayat Al-Qurmezi recitó un poema en la Plaza de la Perla, la cual fue el epicentro de las manifestaciones. Por esta razón, hoy en día se le conoce también como «la plaza de Tahrir» de Baréin. Este poema era una sátira donde se criticaban las políticas del gobierno bareiní y, principalmente, al primer ministro, el jeque Jalifa bin Salmán Al Jalifa. 
Después de que el poema se difundiera ampliamente en las redes sociales, ella y su familia fueron objeto de acoso y amenazas de muerte. La madre de Al-Qurmezi, Saada, comunicó a la emisora RNW que su hija había recibido mensajes llenos de insultos y amenazas. Asimismo, se crearon varias páginas de Facebook dedicadas a insultarla. La poeta denunció estas intimidaciones ante la policía de Baréin, pero fue objeto de burlas e insultos en la comisaría. A pesar de ello, conservó los mensajes que había recibido y los entregó a diferentes organizaciones de derechos humanos.
El martes 1 de marzo de 2011, Ayat Al-Qurmezi empezó a recibir llamadas telefónicas de todo tipo: algunas amenazándola, y otras insultándola y maldiciéndola, incluso llegando al punto de amenazarla de muerte y agredirla sexualmente.
Posteriormente, el 6 de marzo, recitó otro poema criticando al rey Hamad bin Isa Al Jalifa. En uno de los versos se lee: «Somos un pueblo que mata la humillación y asesina la miseria. ¿No escuchas sus reclamos? ¿No escuchas sus gritos?». El poema también incluía un diálogo entre el diablo («Iblís» en el Islam) y el rey Hamad bin Isa, en el que Iblís le dice a Hamad: «Tu gente me ha rechazado, ¿no escuchas sus reclamos?».

## Arresto
Ayat fue arrestada durante las protestas del 30 de marzo de 2011 por recitar un poema en el que criticaba al gobierno en la Plaza de la Perla. La poeta se vio obligada a entregarse a la policía después de que esta irrumpiera en casa de sus padres mientras ella no se encontraba en el domicilio. Las autoridades obligaron a cuatro de sus hermanos a tirarse al suelo, apuntándoles con una pistola. Fue entonces cuando uno de los policías le gritó al padre de Ayat: «Díganos dónde está Ayat o mataremos a todos sus hijos ante sus ojos».
Más adelante, un grupo de policías enmascarados y fuerzas especiales antidisturbios detuvieron a Al-Qurmezi, y dijeron a su madre que la interrogarían y que ella podría ir a la comisaría de Hoora más tarde para llevársela. Sin embargo, Saada aseguró no haberla visto desde entonces, pero sí haber hablado con ella una sola vez a través del teléfono. Durante esa llamada, la estudiante admitió que había sido forzada a firmar una confesión falsa. A continuación, su madre fue informada de que su hija estaba ingresada en un hospital militar como consecuencia de las lesiones que había sufrido durante la tortura.

## Tortura
Durante el periodo de su detención, la azotaron en la cara con cables eléctricos y fue retenida durante nueve días en una celda muy pequeña y casi helada, donde el aire acondicionado había sido orientado hacia ella hasta con el fin de provocarle hipotermia. Asimismo, la obligaron a limpiar los baños de la prisión con sus propias manos e incluso, en ciertas ocasiones, llegó a sospechar  que hicieron circular algún tipo de gas por el sistema de aire acondicionado que le hacía sentir que se asfixiaba. De la misma manera, durante todo este tiempo, la policía no llevó a cabo ningún interrogatorio oficial. Finalmente, el 21 de junio de 2011, se vio obligada a disculparse por televisión ante el rey y el primer ministro.
En una entrevista con el periódico The Independent, Al-Qurmezi dijo que, aunque las personas que la interrogaron intentaron vendarle los ojos, alcanzó a ver a una mujer de unos cuarenta años vestida de civil golpeándole la cabeza con un bastón. La estudiante describió a la mujer a uno de los guardias de la prisión en la que estaba detenida, quien le informó de que esta pertenecía a la familia Al Jalifa y ocupaba un alto cargo en la Agencia de Seguridad Nacional de Baréin. En la entrevista, Al-Qurmezi confesó que la llevaron varias veces a la oficina de dicha mujer para ser golpeada nuevamente, y que, además, esta le dijo: «Deberías estar orgullosa de la familia Al Jalifa; y que sepas que no dejarán este país, pues es suyo». Por otro lado, los guardias aclararon que la mujer se había ofrecido como voluntaria para participar en el interrogatorio de los presos políticos y que este no era su trabajo habitual.

## Juicio y liberación
Ayat Al-Qurmezi fue acusada de incitación al odio al régimen, insultos a los miembros de la familia real y reunión ilegal.
El 12 de junio de 2011, fue declarada culpable y condenada por el Tribunal de Seguridad Nacional de Primera Instancia a un año de prisión. Fue acusada de haber participado en manifestaciones ilegales, alterando así la seguridad pública y por hacer apología del odio al régimen. Según un miembro de su familia que asistió a la audiencia del veredicto, la sentencia no tenía base legal, ni tampoco se le permitió a su abogado intervenir en el tribunal. Esta sentencia fue denunciada por grupos de la oposición y por Amnistía Internacional, la cual afirmó que el veredicto refleja cómo las autoridades de Baréin «niegan brutalmente la libertad de expresión».
El hermano de Ayat, Youssef Mohamed, declaró a The Independent que el trato de Ayat en prisión había mejorado en los últimos días en comparación con el pésimo tratamiento que recibió en los días posteriores a su arresto, a finales de marzo de 2011.
La familia Al-Qurmezi recibió una llamada de la comisaría de la ciudad de Isa, informándole de una orden de la Fiscalía Militar para liberar a la poeta, bajo la garantía de arresto domiciliario. Su liberación se produjo después de que la televisión de Baréin transmitiera una cinta donde se mostraba a la joven disculpándose ante el rey de Baréin y expresando su arrepentimiento por los poemas que recitó en la Plaza de la Perla. No obstante, se advirtió que la disculpa de Al-Qurmezi había sido forzada, ya que se filtró un poema suyo desde la prisión, en el cual mantenía su posición.
Finalmente, el 13 de julio de 2011, aproximadamente un mes después de la publicación de la sentencia, Al-Qurmezi salió de la cárcel. Aun así, fue puesta bajo arresto domiciliario. En octubre del mismo año, su condena no había sido revocada y seguía encarcelada en su casa. Asimismo, su familia temía que pudiese regresar a la cárcel en cualquier momento, ya que no había recibido un indulto oficial y su condena no había sido revocada en apelación.
A la llegada de la poeta a su pueblo natal, fue recibida por una multitud. Sus versos aparecían en un vídeo de YouTube, mientras ella saludaba a centenares de personas desde la ventana del coche en el cual se trasladaba.

## Premios
En 2017, recibió el Premio Václav Havel para la disidencia creativa.